# Papuchelifer exiguus
Papuchelifer exiguus är en spindeldjursart som beskrevs av Beier 1965. Papuchelifer exiguus ingår i släktet Papuchelifer och familjen tvåögonklokrypare. Inga underarter finns listade i Catalogue of Life.